# آسبوتل
آسباتل (به آلمانی: Aasbüttel) یک شهرداری در آلمان در آلمان است.